# Cargolet cantaire
El cargolet cantaire (Cyphorhinus phaeocephalus) és un ocell de la família dels troglodítids (Troglodytidae).

## Hàbitat i distribució
Habita el sotabosc de la selva pluvial de les terres baixes al sud-est d'Hondures, est de Nicaragua, Costa Rica, Panamà, oest i nord de Colòmbia i sud-oest de l'Equador.